# Sylvestre (personnage)
Pour les articles homonymes, voir Sylvestre.
Sylvestre le chat,  dit Grosminet (Sylvester the Cat, en version originale), est un personnage américain de dessin animé créé en 1945. C'est l'ennemi du canari Titi (Tweety Bird en version originale). Grosminet est un chat noir et blanc avec un patron « tuxedo ». Il est aussi doté d'une grosse « truffe » rouge. À l'image de Vil Coyote, il met en place des stratagèmes pour attraper Titi, mais parfois aussi le kangourou Hippety Hopper, les souris Speedy Gonzales et son cousin Nonchalanté Rodriguez ou les deux ivrognes de service Pedro et Fernando, ou même encore le lapin Bugs Bunny. Dans ses aventures avec Gonzales, il prend le nom de Grosso Mineto, le chat le plus stupide de tout le Mexique. Il a aussi un sérieux problème d'élocution : il mouille tous les f et tous les s, ce qui crée un effet comique.

## Description
Dans sa quête toujours vaine de capturer Titi, il doit souvent faire face à des personnages qui prennent la défense de ce dernier : Mémé, Hector le bouledogue, etc. On le voit parfois avec son fils, Sylvestre Junior, à qui il fait souvent honte. Pourtant, il met tout en œuvre pour éblouir son « fiston ». Utilisant divers appareils de chez ACME comme les autres Looney Tunes, ses expériences échouent toujours ; parfois, il en meurt (on le voit avec des ailes d'ange dans le dos). C'est cependant sans ailes dans le dos qu'il meurt et se retrouve condamné aux Enfers dans le cartoon Satan attend, (Satan's Waitin', 1954) où le Diable prend les traits du chien Hector.
Son juron favori est « Nom d'un chat » dans le premier doublage joué par Georges Aminel. Dans le nouveau doublage de 1997, c'est devenu « sapristi saucisse », qu'il prononce « faprifti faufiffe » et doublé par Patrick Préjean entre autres. Le juron dans la langue originale est « sufferin' succotash » (euphémisme de « Sauveur souffrant »).

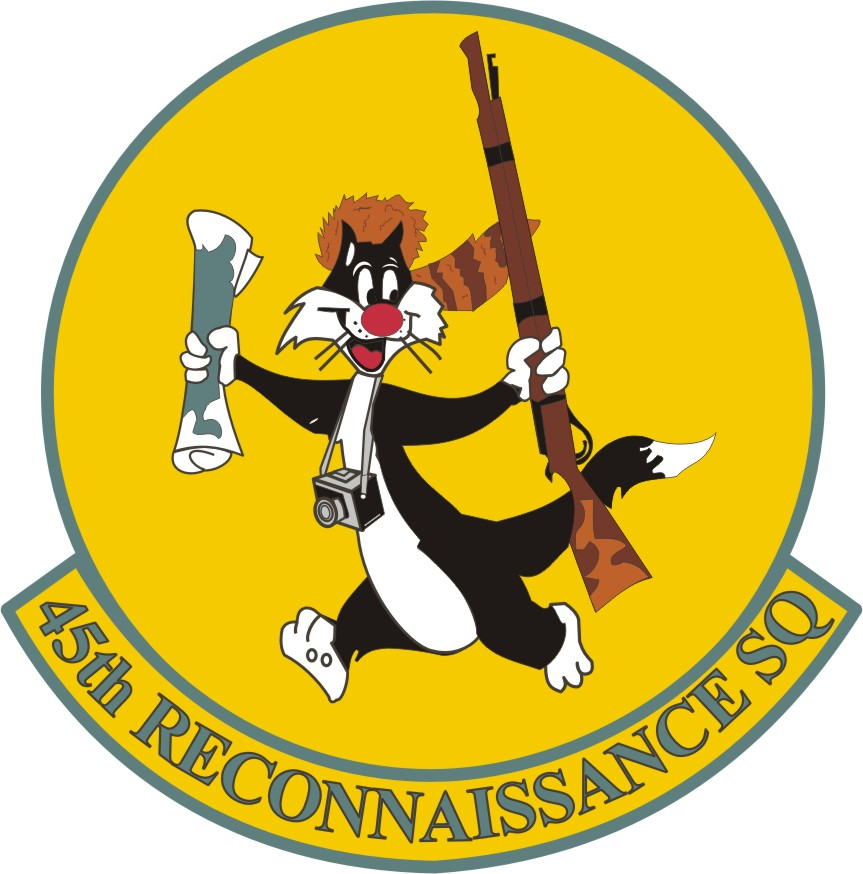
Sylvestre en mascotte du de reconnaissance de l'U.S. Air Force.

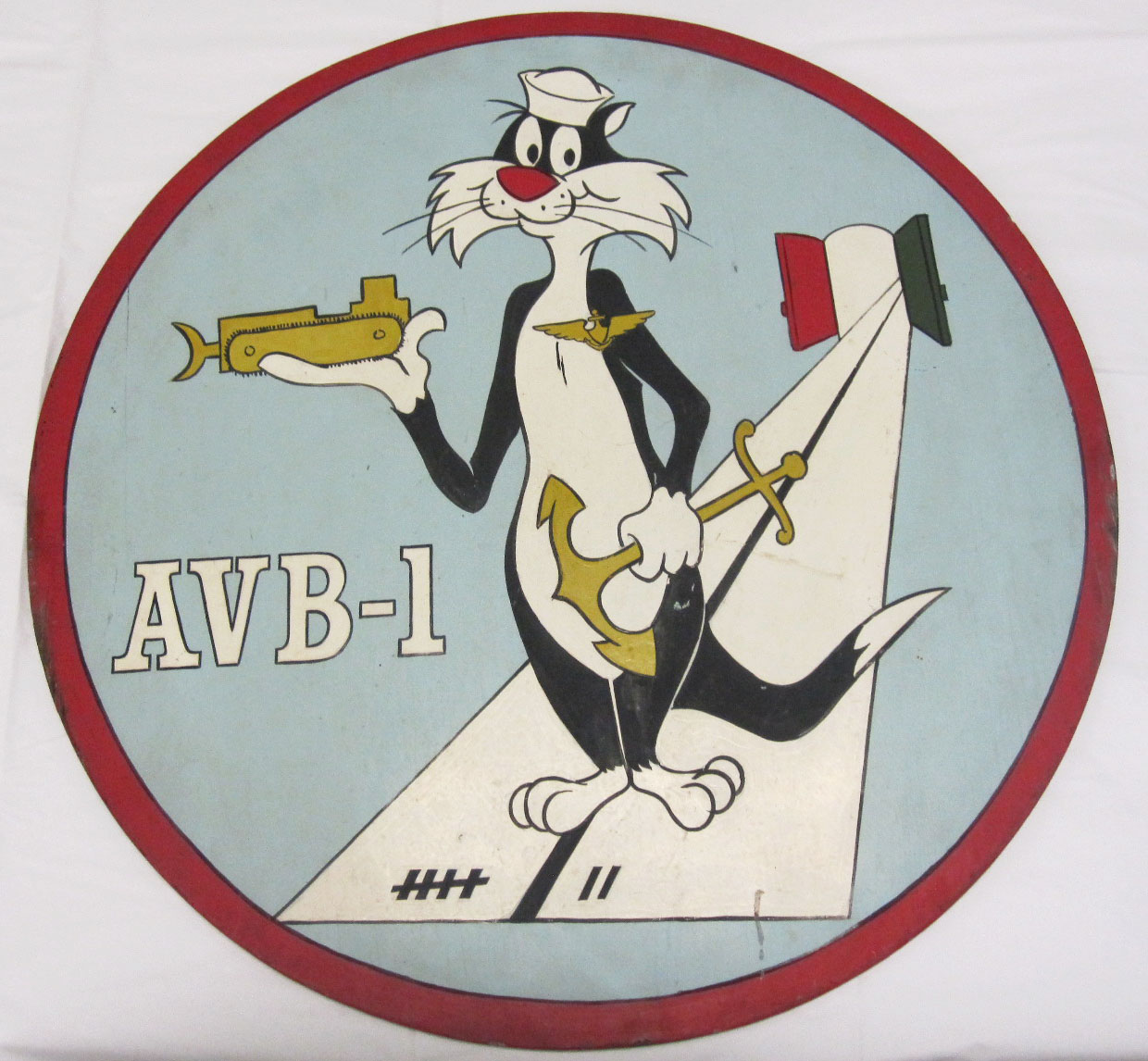
« Grominet » figure sur le badge du navire USS Alameda County aux États-Unis.